# Nelson Azêdo
Nelson Azêdo (Itacoatiara, 25 de setembro de 1950) é um político brasileiro.
É formado em odontologia pela Universidade Federal do Amazonas (UFAM). Assumiu a Assembleia legislativa em 1990.
Foi vereador de Manaus em duas legislaturas. Presidiu a câmara no biênio 2000-2002, implementando a TV Câmara.
Conduziu o seu filho Nelson Amazonas Azêdo a tomar assento na câmara municipal em duas legislaturas: 2005 a 2008 e 2010 a 2012.
Foi eleito deputado estadual do Amazonas pela segunda vez consecutiva em 2006. Atualmente está filiado ao Partido do Movimento Democrático Brasileiro (PMDB).
Disputou as eleições municipais brasileiras em 2008, no município de Itacoatiara, como candidato a prefeito, conseguindo apenas a terceira colocação.
Em 2010, o Tribunal Regional Eleitoral do Amazonas (TRE-AM) cassou o mandato do deputado estadual Nelson Azêdo pela utilização da Fundação Dentária do Amazonas (Prodente) em troca de votos de eleitores de Manaus e de Itacoatiara, nas eleições de 2006. A decisão foi dada em 9 de agosto, em julgamento de uma ação de investigação judicial eleitoral proposta pela Procuradoria Regional Eleitoral no Amazonas (PRE/AM) contra o deputado, o filho dele e vereador Nelson Amazonas Azêdo, e o então candidato a deputado federal Ari Moutinho Filho, que foi excluído do processo pelo Tribunal em 2008. Além da cassação, o deputado foi condenado ao pagamento de multa de 50 mil erais e ficou inelegível por oito anos, e seu filho, o vereador Nelson Amazonas Azêdo também foi condenado ao pagamento da multa e à inelegibilidade.